# Legislativversammlung von Amazonas
Die Legislativversammlung von Amazonas, amtlich portugiesisch Assembleia Legislativa do Estado do Amazonas (ALEAM), ist das oberste gesetzgebende Organ des brasilianischen Bundesstaats Amazonas.
Der Sitz befand sich bis 2006 im Parlamentsgebäude Palácio Rio Branco, heute im Gebäude Edifício Deputado José de Jesus Lins de Albuquerque. Das Einkammerparlament besteht aus 24 nach Verhältniswahlrecht gewählten Abgeordneten, den deputados estaduais, die auf vier Jahre gewählt werden, zuletzt bei den Parlamentswahlen im Rahmen der Wahlen in Brasilien 2018.  Die Arbeit des Parlaments wird durch 24 Ständige Kommissionen unterstützt. 
Der Parlamentspräsident wird für zwei Jahre gewählt. Für die Periode 2019/20 war Josué Neto  des PSD Parlamentspräsident, der dieses Amt bereits 2013 und 2016 hatte. Für die Amtszeit 2021/22 übt Roberto Cidade von dem Partido Verde (PV) das Amt aus.

## Legislaturperioden
- 14. Legislaturperiode (1999–2003)
- 15. Legislaturperiode (2003–2007)
- 16. Legislaturperiode (2007–2011)
- 17. Legislaturperiode (2011–2015)
- 18. Legislaturperiode (2015–2019)
- 19. Legislaturperiode (2019–2023), aktuell